# Gebandeerde wijngaardslak
De gebandeerde wijngaardslak (Helix lucorum), ook wel Turkse slak genoemd, is een grote huisjesslak die behoort tot de familie Helicidae, of tuinslakken.

## Economische waarde
De gebandeerde wijngaardslak is met de huidige wetenschap niet geschikt voor professionele kweek. Hij komt veelvuldig voor in Oost-Europa, waar hij in de natuur geraapt en verkocht wordt voor de verwerking tot escargot, als goedkoop alternatief voor de wijngaardslak.
Het vlees wordt echter minder gewaardeerd dan dat van de wijngaardslak, omdat het taaier en donker gekleurd is. Het huisje aan de andere kant is echter waardevol, omdat het decoratief, groot, robuust, en geschikt is voor meervoudig gebruik.